# Marcus George Singer
Marcus George Singer (* 4. Januar 1926 in New York City; † 21. Februar 2016 in Madison, Wisconsin) war ein US-amerikanischer Philosoph.

## Leben
Singer studierte bis 1948 an der University of Illinois. Er promovierte 1952 an der Cornell University. Seit 1952 lehrte er an der University of Wisconsin–Madison.
Sein Hauptarbeitsfeld war die Moralphilosophie. Singer kritisierte den Rigorismus Kants in Bezug auf die Anwendung des kategorischen Imperativs. Er war 1985 bis 1986 Präsident der Central Division der American Philosophical Association.

## Verallgemeinerung in der Ethik
Singer wurde in der ethischen Diskussion der Gegenwart bekannt durch sein Werk Generalization in Ethics (dt. Verallgemeinerung in der Ethik). Die aus einer Dissertation (1952) hervorgegangene, 1961 in 1. Auflage erschienene Monographie avancierte zu einem Klassiker der englischsprachigen Moralphilosophie.
Singer wendete sich in dem Werk gegen den moralischen Skeptizismus. Im Anschluss an Kant will er zeigen, „wie moralische Urteile rational begründet, wie konfuse moralische Fragen rational aufgelöst und wie moralische Dispute rational aufgebaut werden können“ (26). Das fundamentale Prinzip moralischen Argumentierens stellt für Singer das so genannte Argument der Verallgemeinerung dar: „Wenn jeder x tun würde, wären die Folgen verheerend (oder nicht wünschenswert); deshalb sollte niemand x tun“ (86). Er leitet dieses Argument aus zwei höheren Prinzipien ab: aus dem Prinzip der Verallgemeinerung, aus dem hervorgeht, dass, „was für eine Person richtig (oder nicht richtig) ist, für jede andere Person mit ähnlichen individuellen Voraussetzungen und unter ähnlichen Umständen richtig (oder nicht richtig) sein muß“ (25), sowie aus dem Prinzip der Folgen („Wenn die Folgen davon, daß A x nicht tut, nicht wünschenswert wären, dann sollte A x tun“, 88).

## Werke
- Verallgemeinerung in der Ethik. Zur Logik moralischen Argumentierens (Generalization in Ethics. An Essay in the Logic of Ethics, with the Rudiments of a System of Moral Philosophy, 1961), übers. v. Claudia Langer u. Brigitte Wimmer, Frankfurt/M.: Suhrkamp 1975 (Review (PDF); 179 kB) durch Richard Mervyn Hare